# 이춘환
이춘환(李春煥, 1956년 5월 11일 ~)은 대한민국의 화가이다. 20대 초반 문인화와 수묵화로 미술계에 등단한 이후 반구상과 추상화 시리즈를 전개하였다. 주요 작품으로는 <자연의 소리 The Sound of Nature>(2005), <범봉운해 The Sea of Clouds at Bumbong>(2005), <빛+결(수묵)>(1989), <산의 기운 The Mood of the Mountain #425>(2021) 등이 있다. 이춘환은 40년 동안 한국화가로서 개인전 18회 및 단체전 400회 이상 참여해 교육 이 외에도 꾸준한 예술 활동을 이어왔다. 
이춘환은 대한민국미술대전 특선(2001) 및 '제4회 대한민국창조문화예술대상’에서 대상(2016) 등의 수상 경력으로 국내에서 입지를 다졌으며, 일본 자주현전에서 문화교류상(요코하마미술관)을 받아 한국화의 아름다움을 국제적으로 널리 알린 바 있다. 또한, 2013년 대한민국 미술대전 초대작가로 선정된 이래 2018년 제37회 대한민국미술대전 구상부문 한국화 운영위원장으로 선출되었다. 이어 (사)한국미술협회 이사와 국회 문화체육관광 위원장(2016)을 역임하며 2019년부터 제9회, 제10회 호국미술대전 운영위원으로서 활동하였다.

## 생애
이춘환은 1956년 대한민국 전라남도 완도 출생으로 건국대학교 교육대학원을 졸업하고, 경찰인재개발원 외래교수와 육군본부 초빙교수를 겸임했다. 조부의 영향으로 어린 시절부터 한문과 서예를 익혔던 이춘환은 자연스럽게 가장 한국적인 미를 대표할 수 있는 소재를 찾아 작업했다. 초기에는 수묵과 채색의 기법으로 구상미술의 근본에 충실했던 그의 작업은 중반기부터 서양화의 재료와 기법을 활용해 이를 한국화에 접목하는 실험정신을 발휘하면서 변화한다. 특히 대표작 중 <빛+결> 시리즈에서 보이는 여러 겹의 물감층은 마띠에르(matière)를 형성하며 매체의 변화를 확연히 드러내는 동시에 완결된 추상성을 보여주는 장치다.
약 40여 년 동안 이어진 이춘환의 작업은 국·내외 기관에서 개인전 18회, 단체전 400회를 통해 대중들에게 공개되었다. 최근 작가의 오랜 미술 활동을 기념하는 전시로 2021년 “이춘환 수묵화 초대전 The Sound of Nature”(서정아트센터)가 열렸으며, 2021 부산국제화랑아트페어(BAMA), 조형아트서울(PLAS) 등 아트페어에 작품이 출품되었다. 이 화백은 LA 아트쇼(LA Art Show), 어포더블 아트페어 홍콩(Affordable Art Fair HK), 아시아컨템포러리 아트쇼(Asia Contemporary Art Show)와 같은 국제적인 아트페어에도 꾸준히 참여하고 있다. 작품 중 일부는 현재 국립전사박물관과 육군본부참모총장실 등에 소장되었다. 

## 약력(전시경력)

### 개인전

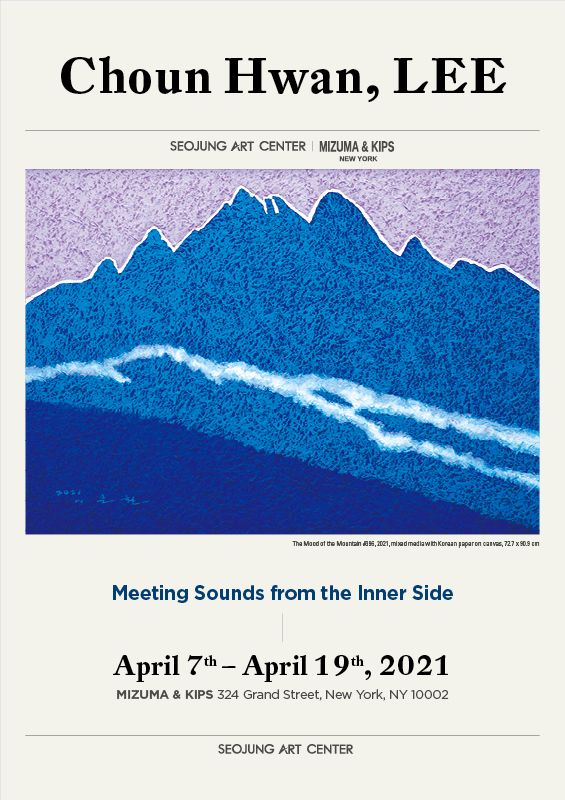
이춘환 작가 뉴욕 첫 전시 "Meeting Sounds from the Inner Side"展 포스터

- 2021 Windy Days : Seo Jung, 뉴저지, 미국[7][8]
- 2021 BUKHANSAN, Chelsea, 뉴욕, 미국[9][10][11]
- 2021 Meeting Sounds from the Inner Side, MIZUMA & Kips, 뉴욕, 미국[12][13]
- 2021 The Sound of Nature, 서정아트센터, 서울
- 2020 이춘환 초대전, 레지나갤러리, 서울
- 2019 강을 건너다展(빛+결), 슈페리어갤러리, 서울
- 2018 서정 이춘환 초대 개인展, 레지나갤러리, 서울
- 2017 서정 이춘환 화업 40년展, 서정아트센터, 서울
- 2015 서정 이춘환 개인전, 윤당아트홀, 서울
- 2014 서정 이춘환 개인전, 윤당아트홀, 서울
- 2007 자연의 숨결展, 갤러리라메르, 서울
- 2005 자연의 소리, 정.중.동展, 하나로갤러리, 서울
- 2002 청해기행展, 조흥갤러리, 서울

### 단체전
- 2021 Basket展, Gallery H, 대구[14][15]
- 2021 현대한국화협회 대작전, 갤러리라메르, 서울
- 2021 오색동심展, 서정아트센터, 울산[16]
- 2020 힘내라 대한민국-미술로 하나 되다, 한국미술관, 서울
- 2019 제31주년 대한민국 미술단체 일감회 건국대학교 교육대학원 교육학과 미술교육 동문전, 경인미술관, 서울
- 2019 제38회 현대한국화협회 대작전, 예술의전당, 서울
- 2017 UKYA 한·영 청년아티스트 교류展 : The Beginning, 국회의사당, 서울
- 2017 한국미술의 오늘을 보다 : 독화(讀畵) 또는 감상(鑑賞), 서정아트센터, 서울
- 2016 미술인 희망 동행展, 서정아트센터, 서울
- 2016 한·중 청년 미술교류展 : 젊음으로 通하다, 국회의사당, 서울
- 2012 한국현대미술 100인 초대전 : 이 시대의 감성과 시선, 안산문화예술의전당, 안산
- 2012 여수엑스포 국제아트 페스티벌, 예울마루, 여수

## 작품 세계
이춘환의 추상화는 여러 색상이 하나의 화면에 모여 규칙적인 형태로 나타나 일종의 통일성을 부여한다. 화려한 색채를 사용하지 않은 밑바탕은 평면의 캔버스가 입체적으로 변모해 깊이감을 나타내기 전까지는 무채색에 가까운데, 작업의 시작 과정에서 구획을 나누고 물감을 쌓는 반복적인 행위는 완성에 이르기 위한 과정 속에서 보여줄 수 있는 ‘절제’인 셈이다. 이로써 한 층씩 쌓은 작업의 표면에 색을 입혀 균형과 조화를 이루게 하는 작업 방식은 자연의 구체적 형상을 담아내기보다 자연을 닮은 모습을 발견하게 하려는 작가의 의도와 세계관이 담긴 결과물로 나타난다. 이는 자연의 순환과 음양의 이치를 담아내기 위한 장치로서 작가가 매료된 동양 철학과 맞닿아 있다.
추상화 작업에 정착하면서도 그는 꾸준히 한국적 소재를 탐구하는 여정을 멈추지 않는다. <달항아리: 텅 빈 충만> 시리즈에서의 ‘달항아리’는 한국적인 미의 상징인 눈처럼 흰 빛깔과 청렴함의 결합체다. 무심한 달처럼 공중에 떠 있는 형태의 달항아리는 현란한 색채의 오방색 배경과 대비되어 소박함이 강조되는데, 이는 그가 지향하는 선비정신과 닮아있다. 비어 있으나 비어있지 않고, 가득 차 있으나 차 있지 않은 달항아리는 '검이불루 화이불치(검소하지만 누추하지 않고 화려하지만 사치스럽지 않다)'라는 옛 고사성어를 연상하게 하는 조선의 전통 백자로서 동양 철학을 담아내는 역할을 한다. 
동양적 미감과 현대적인 조형성을 결합한 <황금 월매> 또한 달항아리를 중심으로 한 구상 작업이다. 변하지 않는 성질과 희소가치로 인해 신성함과 위엄, 고귀함, 권력, 부의 상징으로 여겨지는 금을 작품의 재료로 사용함으로써 작가는 작품 속 모티프인 매화가 지닌 성공과 성취의 의미를 더 발하게 한다. 한국적 소재의 가치 탐구는 작가가 직접 경험하고 느끼는 것으로부터 시작되기도 하는데, 이는 계룡산, 북한산, 설악산, 월출산 등 각지의 산을 오르며 얻은 에너지를 되새기며 자신만의 색채와 형태로 변형하는 <산의 기운> 시리즈로 나타난다. 2005년 고향에서의 산을 그리기 시작해 지금까지도 이어가며 고향을 향한 그리움을 표현한다. 세부적인 묘사에 집중하기보다 축약된 장치로 단순화한 그의 작업들에는 “전부 채워내고 나서야 비로소 비울 수 있다”는 동양 철학적 사고를 접목한 그 만의 작품 세계가 담겼다. 
이춘환이 지칭하듯 그의 작품 세계를 형성한 근원은 섬에서 태어나 지금까지 떠나지 않고 각인된 바다의 이미지, 즉 자연이다. 그는 완도 섬마을의 풍경이 자연을 작업에 꾸준히 담아낼 수 있는 동력이 되었으며, 이는 단순한 외형 묘사에 그치지 않고 동양 철학과 연결되는 자연의 진리와 이치에 뿌리를 두게 했다고 이야기한다.

## 수상
- 2016 제4회 “2016대한민국창조문화예술대상” 대상
- 2001 제20회 대한민국미술대전 (2부:구상계열) 특선
- 1991 제3회 대한민국서예대전 입선
- 1985 제21회 전라남도미술대전 입선

## 현재 활동
- 경찰인재개발원 외래교수
- 육군본부 초빙교수
- 한국미술협회 제24대 재정위원회 위원장

- 2021 제1회 GBA 월드 아티스트 워크숍 특강 진행

## 소장처
- 육군본부참모총장실
- 국립전사박물관
- 육군부사관학교
- 양천구청